# Afromochtherus mendax
Afromochtherus mendax là một loài ruồi trong họ Asilidae. Afromochtherus mendax được Tsacas miêu tả năm 1969.